# Appelsinpiken
Appelsinpiken (em Portugal, A Rapariga das Laranjas / no Brasil, A Garota das Laranjas) é um livro de autoria de Jostein Gaarder, publicado em 2003, e traduzido para 43 idiomas. Deu origem a um filme de mesmo nome em 2009.

## Resumo
Este livro fala sobre um rapaz de    15 anos, chamado Georg Røed que vive com a sua mãe Veronika, com o seu padrasto Jørgen e com a sua meia-irmã de apenas 1 ano e meio, Miriam. Este recebe uma carta escrita pelo seu pai, Jan Olav, escrita poucos dias antes da sua morte há 11 anos atrás. Esta carta encontrava-se escondida no forro do carrinho de bebé de Georg e foi a sua avó que o encontrou.
A carta conta a história de como os seus pais se conheceram e ainda vários episódios da infância de Georg, que ele já não se lembra.
Jan Olav conheceu uma garota no trem, à qual chamou garota das Laranjas, dado que esta carregava um saco cheio de laranjas. Ficou deslumbrado logo ao início. Ele tentou ajudá-la, quando parecia que o saco estava a cair, mas acabou por deixar cair as laranjas todas sem querer.
Mais tarde, ele vai à procura da garota das Laranjas por toda a cidade mas não a encontra. Certo dia ele encontra-a num café e tratam-se por esquilo, o que deixa Jan indignado com o que quereria isso dizer. Ao longo dos dias seguintes ele imagina histórias mirabolantes sobre a garota das Laranjas, a sua família, que profissão tinha e onde é que morava. Voltou a vê-la na véspera de Natal na missa. Conversaram e Jan ficou a saber mais acerca dela. Ambos mostravam que sentiam algo de especial um pelo outro. Ela disse-lhe para esperar meio ano para que finalmente pudessem estar juntos todos os dias.
Certo dia Jan recebe um postal vindo de Sevilha com um lindo laranjal. Ele apercebe-se logo que o postal é da garota das laranjas. Jan estava cheio de saudades dela e então decide ir a Sevilha à sua procura. Quando chega vai para o “Patio de Los Naranjos” e espera que ela apareça lá. O seu desejo concretizou-se, ela apareceu. Falaram durante horas e Jan ficou a saber que a garota das Laranjas era a Veronika, uma amiga de infância de quem ele já não se lembrava. Quando a Veronika volta à Noruega esta decide viver com ele. Anos mais tarde nasce Georg, fruto do amor profundo de Veronika e Jan Olav. Quando Georg tinha 4 anos o seu pai descobre que tinha uma terrível doença. A sua vida alterou-se profundamente vindo a falecer poucos meses mais tarde.
No final da carta o pai deixa uma pergunta filosófica para o seu filho responder. O que preferiria ele: uma passagem breve pela Terra cheia de felicidade, mesmo sabendo que um dia iria morrer ou recusaria a oferta logo à partida?
O pai tenta através desta carta falar com o filho.